# Kregme Kirke

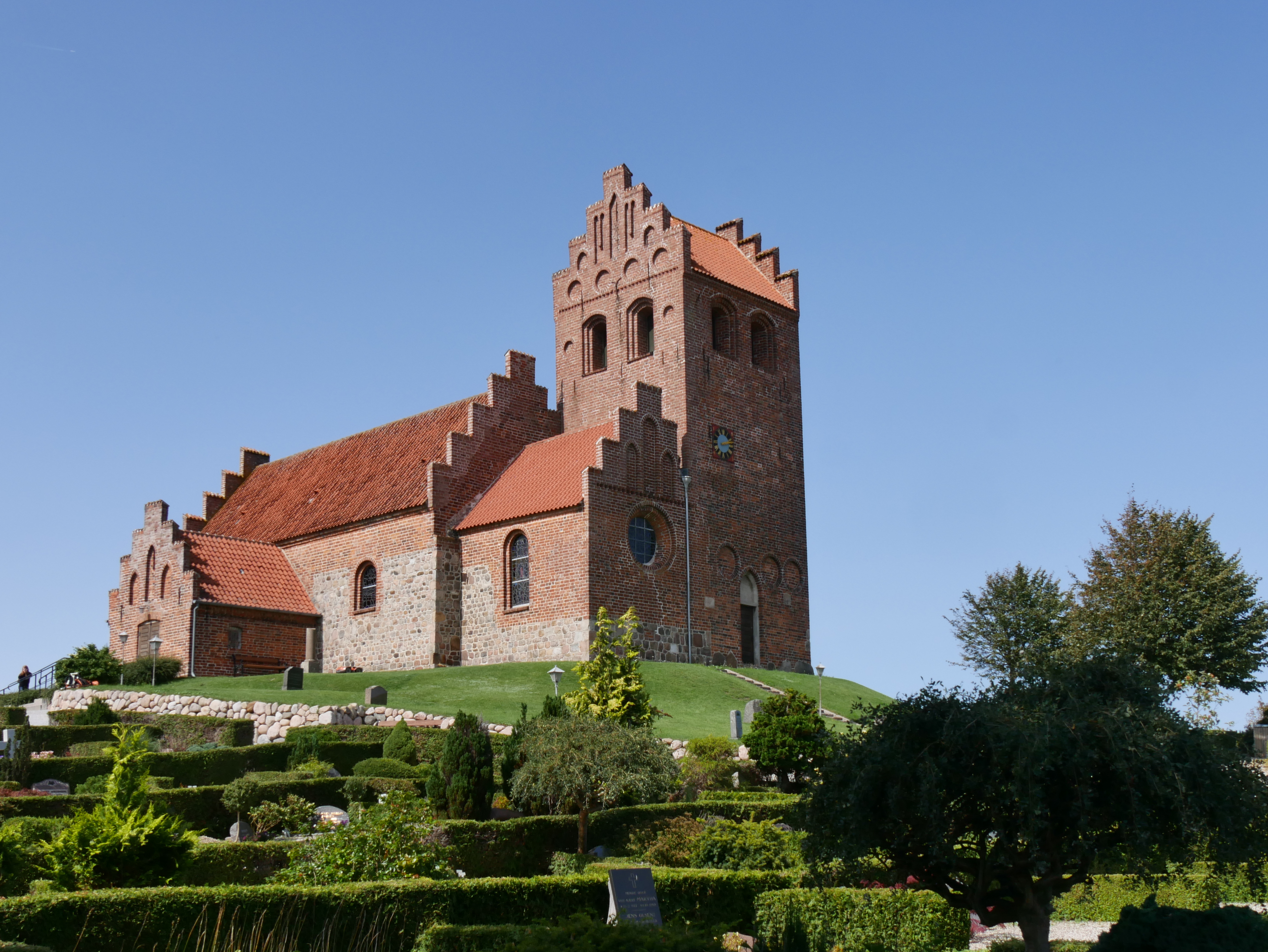
Kirche von Südosten

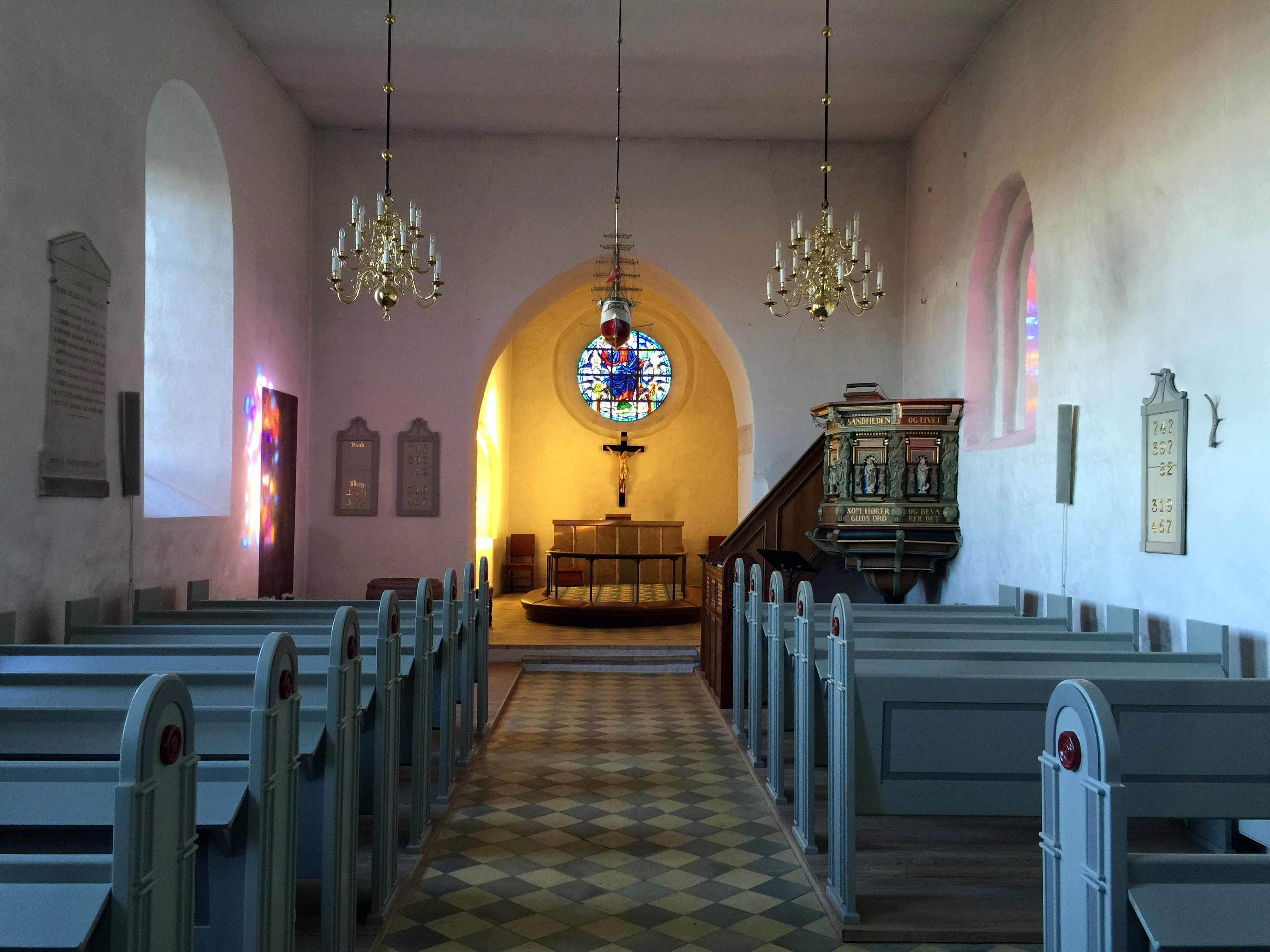
Kirchenschiff

Die Kirche von Kregme ist eine evangelisch-lutherische Kirche in Kregme im Kirchspiel Kregme Sogn in der Gemeinde Halsnæs Kommune in Dänemark.

## Standort
Die Kirche liegt auf einem Hügel über dem Dorf Kregme zwischen dem Roskilde-Fjord und dem Arresø, dem größten See in Dänemark. Die Kirche ist vom Kirchhof umgeben, auf dem eine neugotische Totenkapelle von 1906 zu finden ist.

## Geschichte
Die erste Erwähnung des Kirchspiels stammt aus den 1170er Jahren, kurz nach der Erbauungszeit, als Absalon von Lund die Kirche dem Kloster Æbelholt zuordnete. Nach der Reformation gehörte das Kirchspiel zum Krongut. 1933 wurde es mit Ølsted zu einer Gemeinde verbunden.

## Bau und Baugeschichte
Das Kirchengebäude gliedert sich in Kirchenschiff, Chor, den Turm an der Nordostseite und das Waffenhaus im Süden, durch das die Kirche betreten wird. Die Kirche ist geostet und außen steinsichtig.
Das Kirchengebäude geht auf eine um 1150 aus Feldsteinen erbaute romanische Kirche zurück, deren Mauern am Ostteil des Langhauses und im unteren Teil des Chores noch zu erkennen sind. Diese kleine und niedrige Feldsteinkirche hatte zwei Eingänge an der Süd- und Nordwand, von denen letzterer kaum noch zu erkennen ist. Das Portal der Südtür ist im Waffenhaus erhalten. Um 1250 wurden die Mauern mit Backsteinen um etwa anderthalb Meter erhöht und der Chor verlängert und mit einem Tonnengewölbe versehen. Von diesem Umbau stammt das runde Fenster an der Ostwand des Chores über dem Altar, das bei der Renovierung 1950 wieder freigelegt wurde.
Im 15. Jahrhundert wurde die Kirche im Stil der Backsteingotik erweitert. Das Langhaus wurde um etwa 5 m verlängert, soweit es der steil abfallende Kirchenhügel erlaubte. Alle Bauteile erhielten Treppengiebel. Vor dem Südportal baute man ein Vorhaus, das sogenannte Waffenhaus an. Um 1500 wurde auch der Turm angebaut. Seine ungewöhnliche Stellung an der Nordseite des Chors verdankt sich bautechnischen Gründen, denn nach der Verlängerung des Kirchenschiffs nach Westen war dort kein Platz mehr. Das Untergeschoss des Turmes diente als Sakristei.

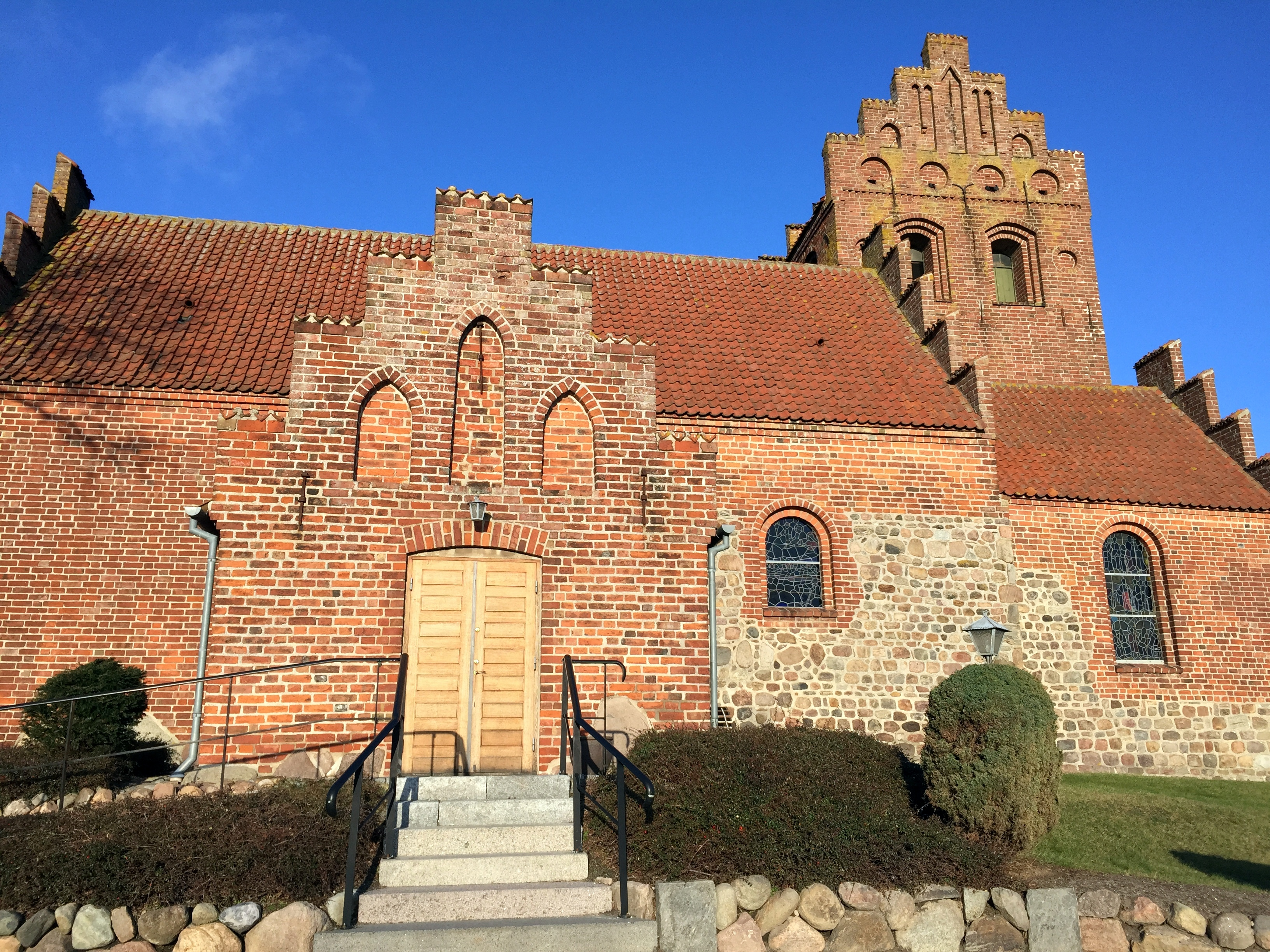
Südwand und Waffenhaus
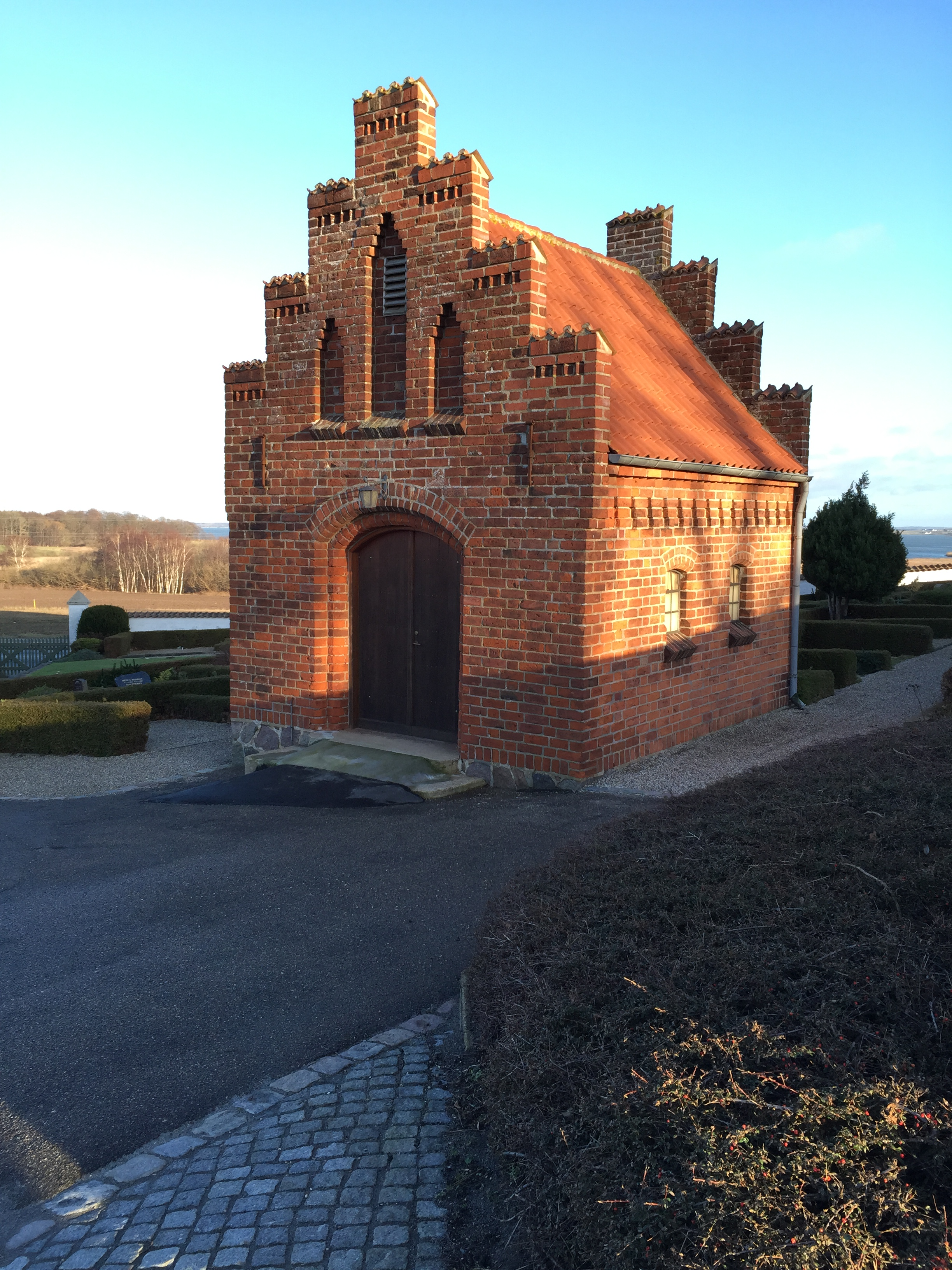
Friedhofskapelle
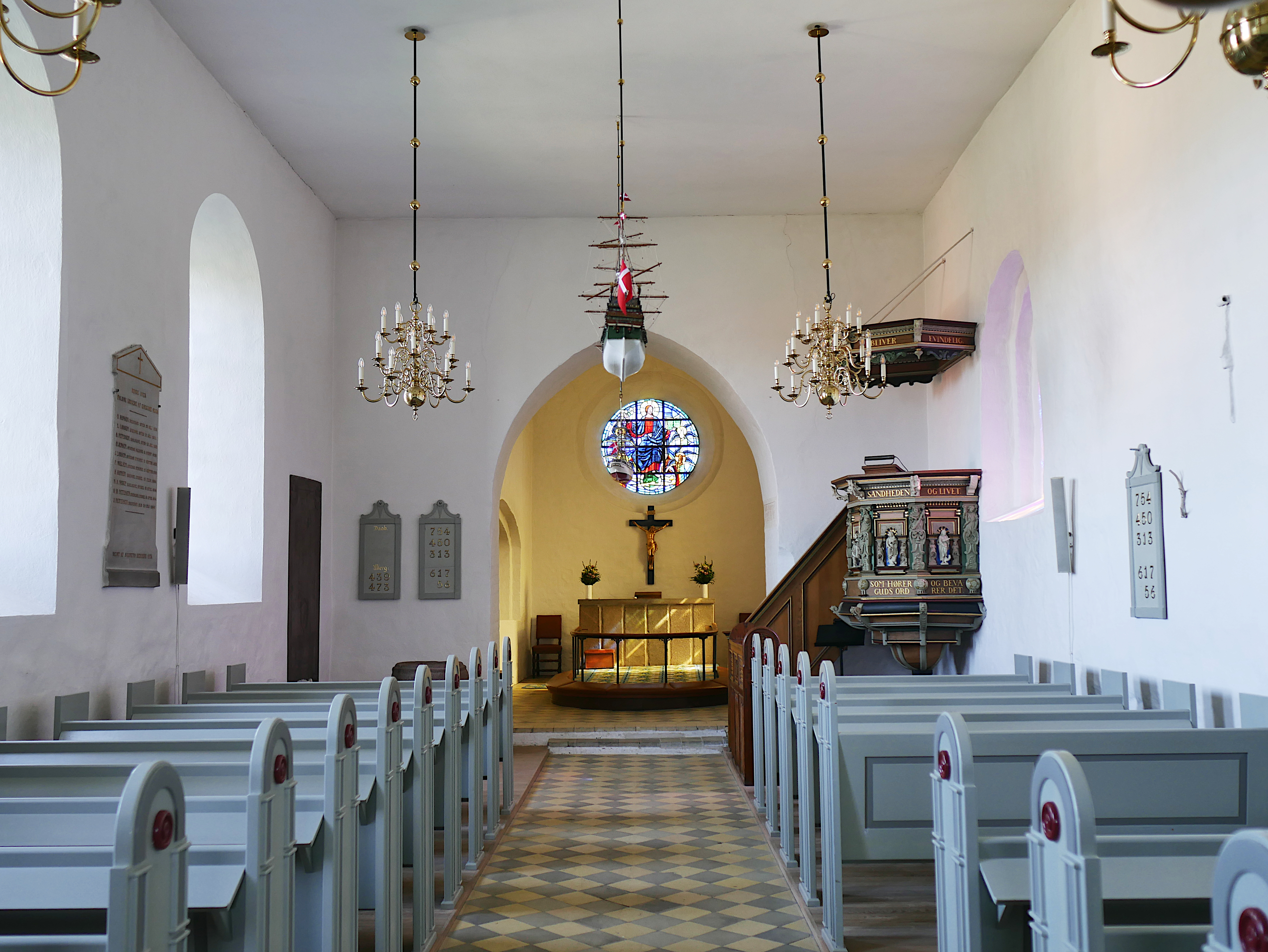
Kirchenschiff
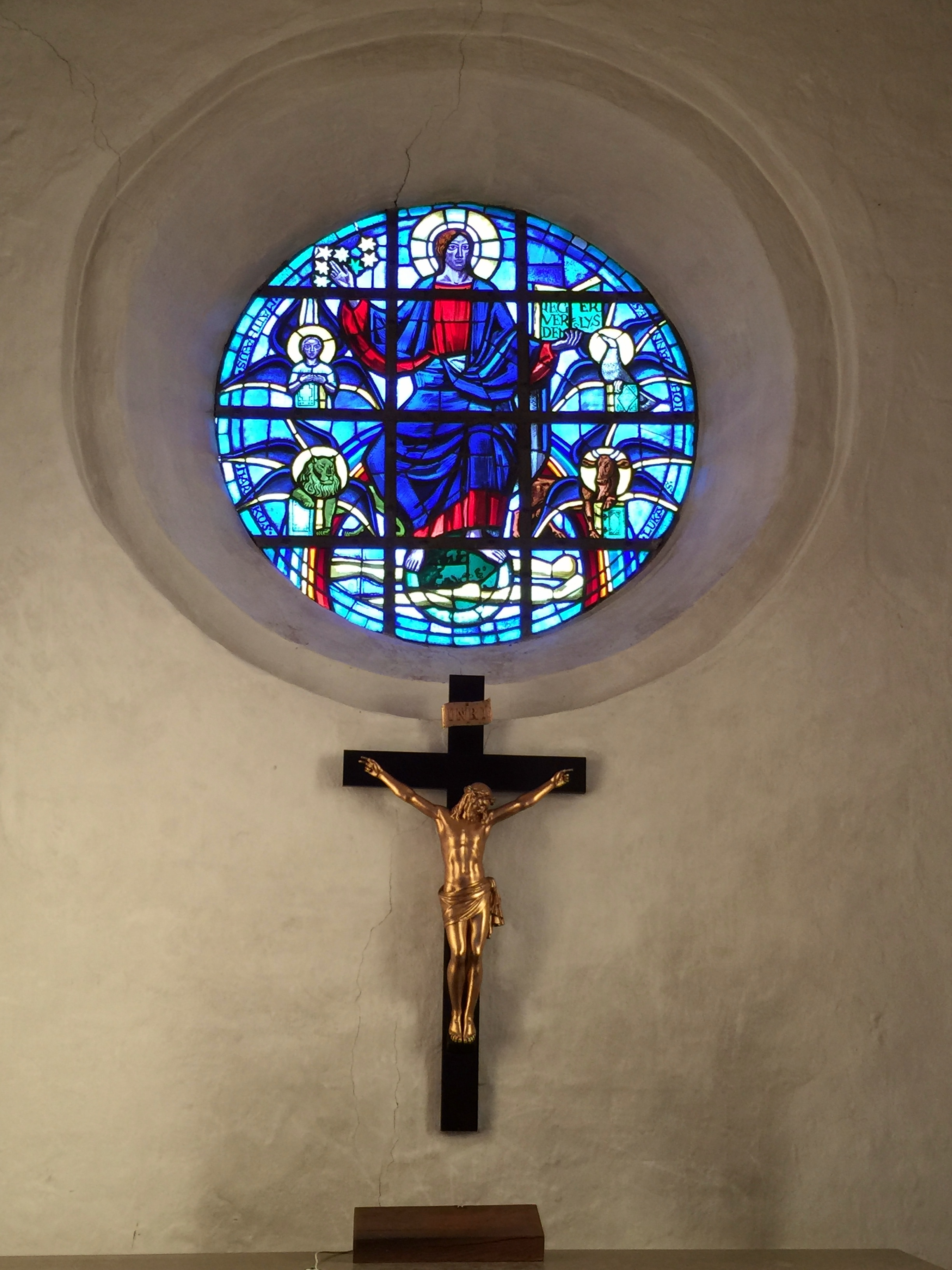
Glasfenster im Chor

Im Inneren ist die Kirche ein einschiffiger Saalbau mit flachgedecktem Langschiff und einem davon durch einen Chorbogen getrennten gewölbtem Chor. Das Langschiff hat vier Fenstern an den Seitenwänden, von denen das buntverglaste Südfenster aus der Bauphase um 1250 stammt, während die drei Nordfenster später vergrößert wurden. Der Chor hat ein Südfenster und an der Ostseite ein Rundfenster.

## Fresken

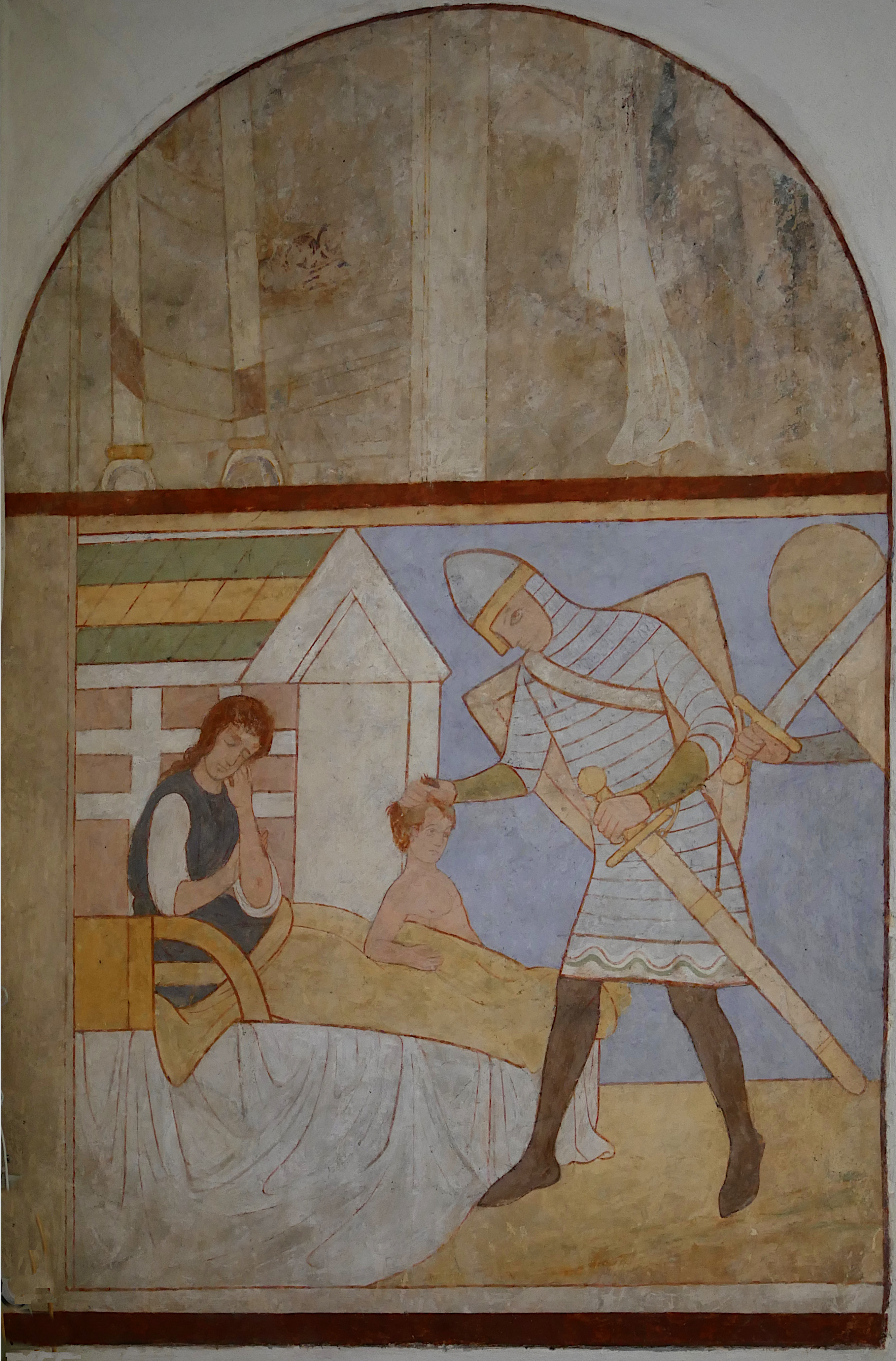
Fresco im Altarraum

Von der ursprünglichen Ausmalung ist nur ein romanisches Fresko aus der Zeit von 1200 bis 1250 an der Nordwand des Chors erhalten. Das stark ergänzte Bild zeigt den Kindermord in Betlehem. Weitere 1886 wiederentdeckte Fresken waren deutlich jünger und wurden wieder übertüncht.

## Ausstattung
Der schlichte romanische Taufstein ist das älteste Ausstattungsstück und stammt aus der Erbauungszeit der Kirche. Er wurde 1838 durch einen neu angefertigten ersetzt und fortan als Mahltrog auf einem der Bauernhöfe des Ortes verwendet. 1896 kehrte in die Kirche zurück und wurde mit einem neuen Fuß versehen. Der neue Taufstein steht heute in der Sakristei.
Die Kanzel im Stil des Knorpelbarocks stammt aus dem Jahr 1646. Die fünf Relieffiguren des Korbs sind an den Ecken durch fünf Hermen, die von links nach rechts Petrus mit Schlüssel und Buch, Johannes mit Altarkelch, Jesus Christus mit segnend erhobener rechter Hand und Weltkugel in der linken, Jakobus mit Wanderstab und Buch und schließlich Andreas mit einem Kreuz hinter sich. In den Ausfachungen zwischen diesen Figuren sind die vier Evangelisten mit ihren Symbolen dargestellt: Matthäus mit dem geflügelten Menschen, Markus mit dem Löwen, Lukas mit dem Ochsen und Johannes mit dem Adler. Über den mittleren drei Hermen schweben kleine Engel, die die Leidenswerkzeuge Christi tragen. Der Schalldeckel hat an den Ecken Gesichtsmasken.
Neben der Kanzel steht das Pastorengestühl von 1560.
Ein Epitaph an der Nordwand widmete von Geert Schumacher, der von 1665 bis 1671 Pastor in Kregme war und anschließend Hauptpastor und Propst an der St. Olai-Kirche in Helsingør wurde, seiner kurz vor seinem Umzug nach Helsingør verstorbenen Frau Anna. Diese war in Kregme als Tochter des Pastors Morten Bendzon geboren worden und hatte in erster Ehe den Pastor Christen Rasmus Lynge in Torup geheiratet nach, mit dem sie sieben Kinder hatte. Nach dessen Tod heiratete sie dessen Nachfolger Nicolai Cruse, was damals die einzige Form der Pfarrwitwenversorgung war. Erneut verwitwet wollte Anna nicht den nächsten Nachfolger heiratet, sondern zog zurück nach Kregme, wo Vater, Mutter und Stiefvater begraben waren. Schumacher, der Nachfolge ihres Stiefvaters, verliebte sich nach eigener Auskunft in sie. Nach ihrem Tod „flüchtete“ Schumacher mit den drei überlebenden Stiefkinder, „die auch meine eigenen sind“, nach Helsingør. 
Die Orgel von Starup/Husted besitzt 19 Register.
Das Schiffsmodell zeigt das Schulschiff Danmark aus dem Jahr 1967.
Das 1844 von Johann Ludwig Lund gemalte ehemalige Altarbild zeigt Christus, der einen Kelch segnet. Es hängt nun in der Sakristei, so dass das um 1950 freigelegte runde Fenster über dem Altartisch mit Glasmalerei Buntglasfenster von Johan Thomas Skovgaard mit Christus als Weltenrichter auf dem Regenbogen umgeben von den Symbolen der vier Evangelisten besser zur Geltung kommt. Auch zwei weitere Fenster mal Skovgaard.

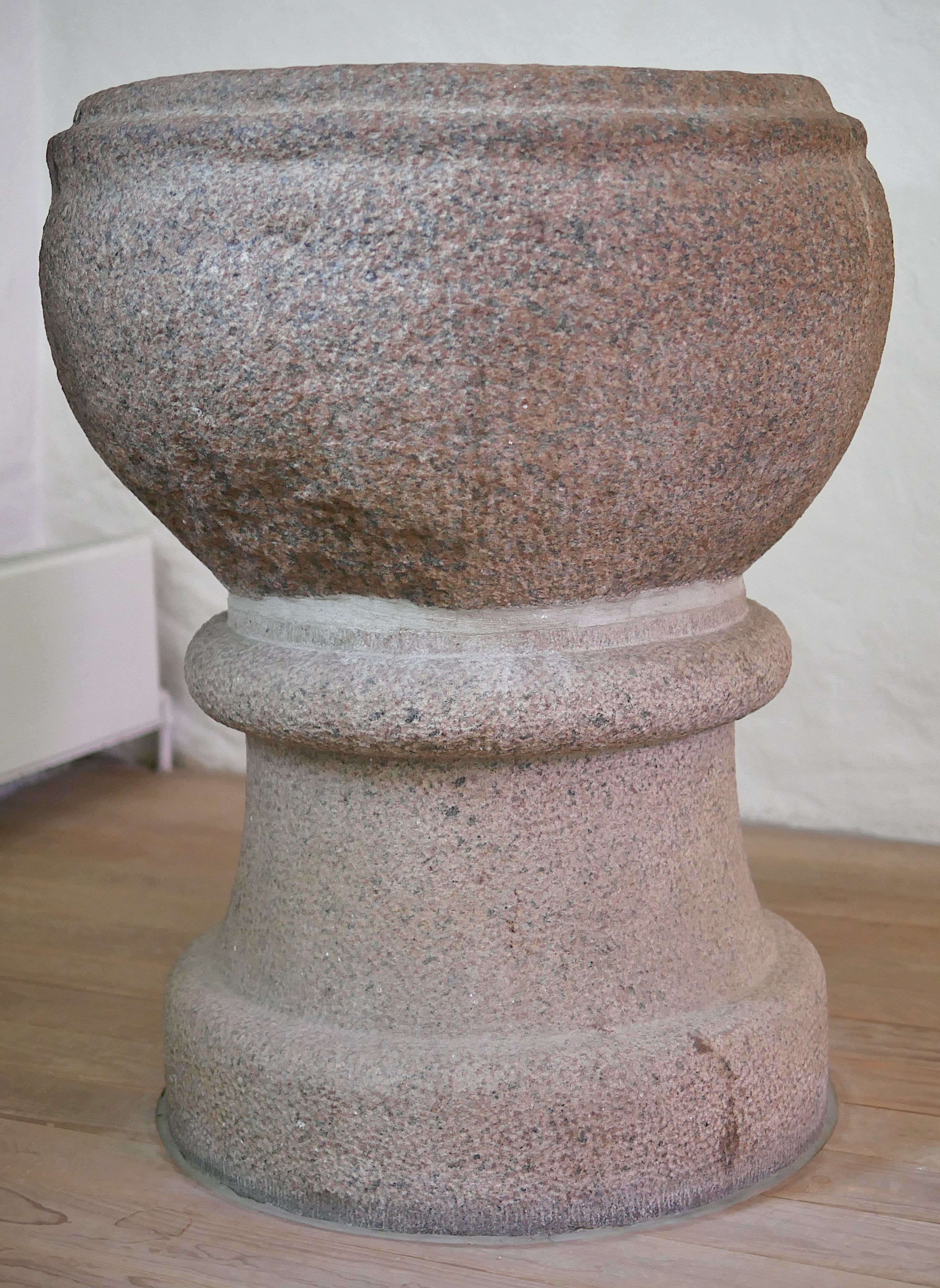
Taufbecken
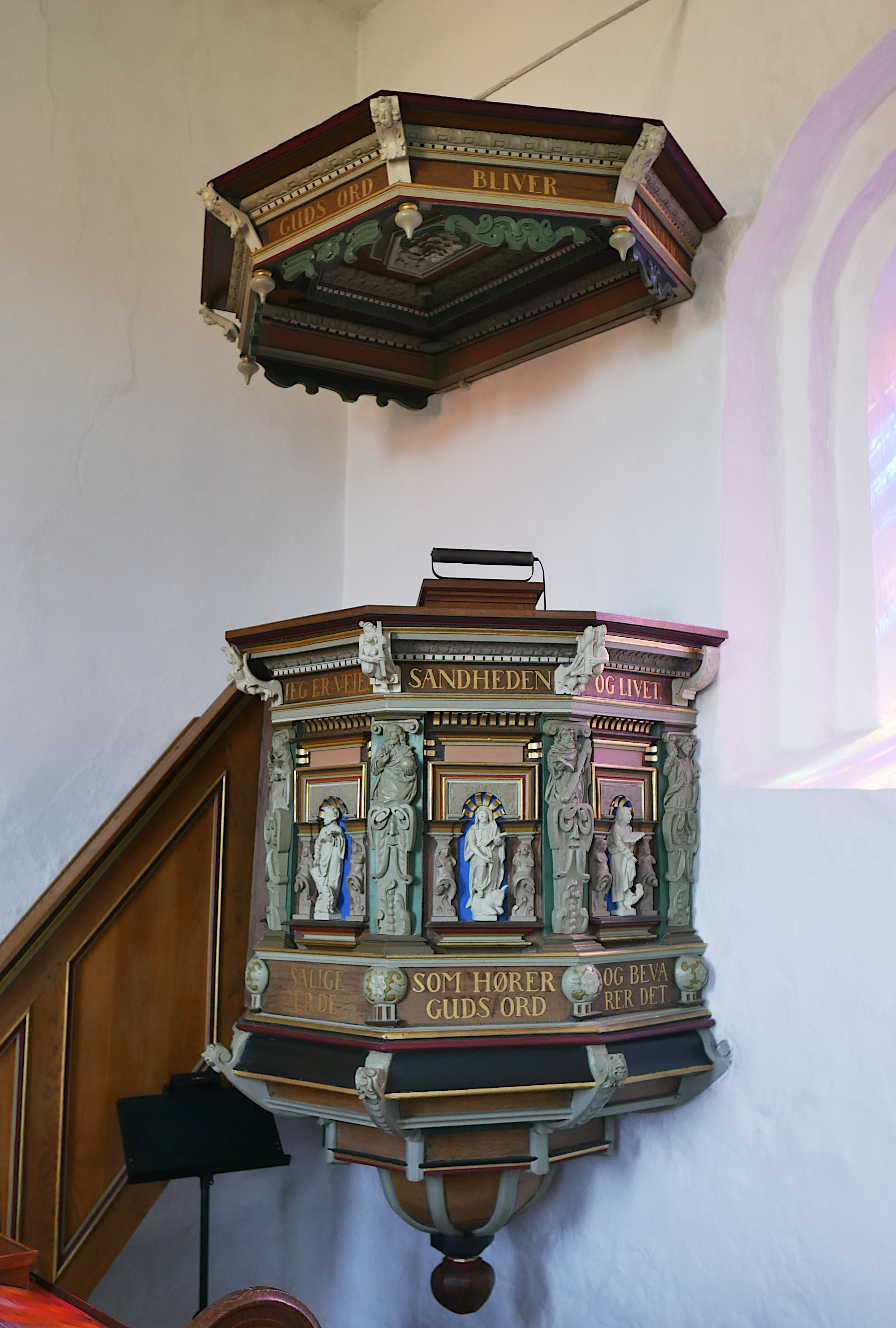
Kanzel
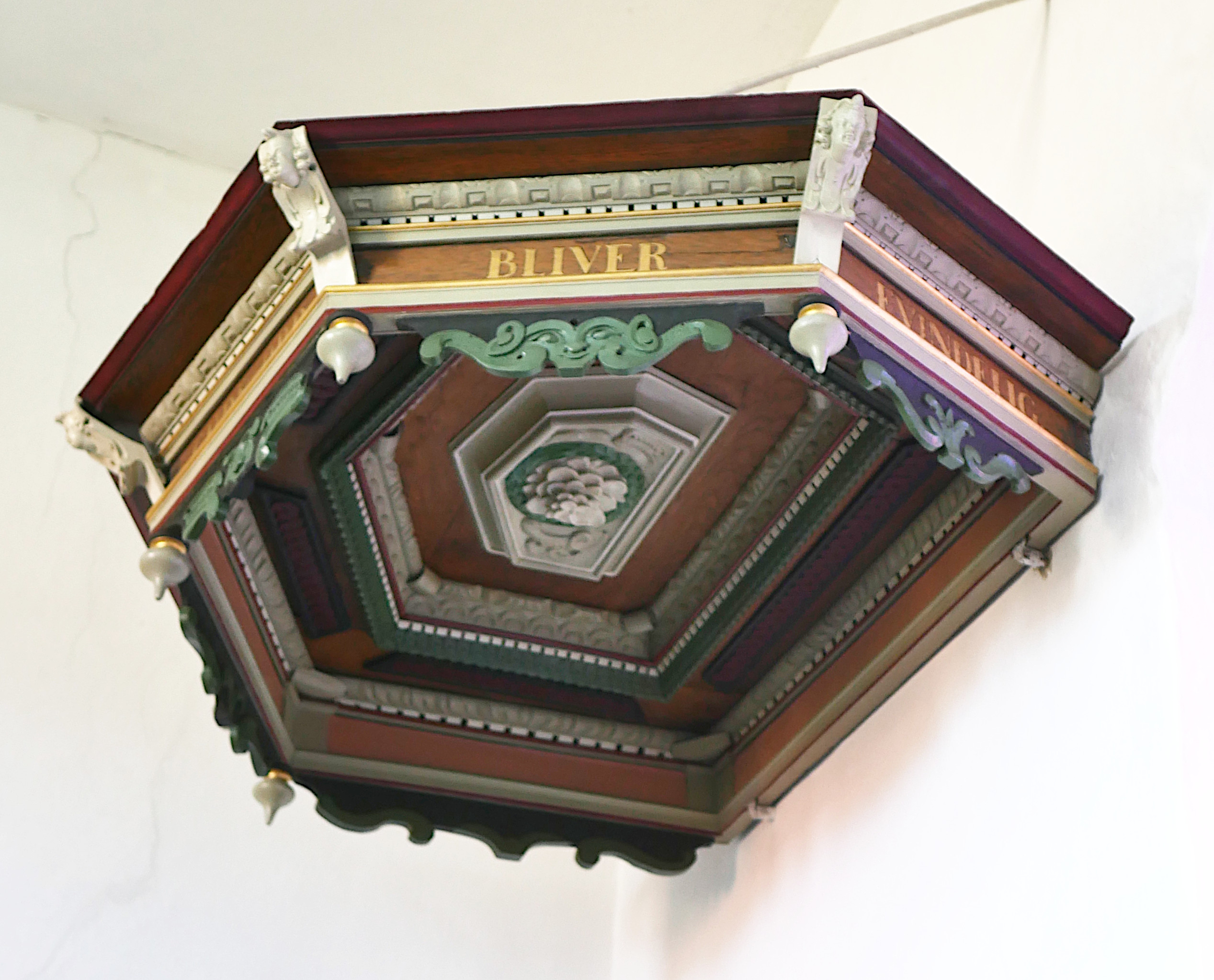
Kanzeldecke
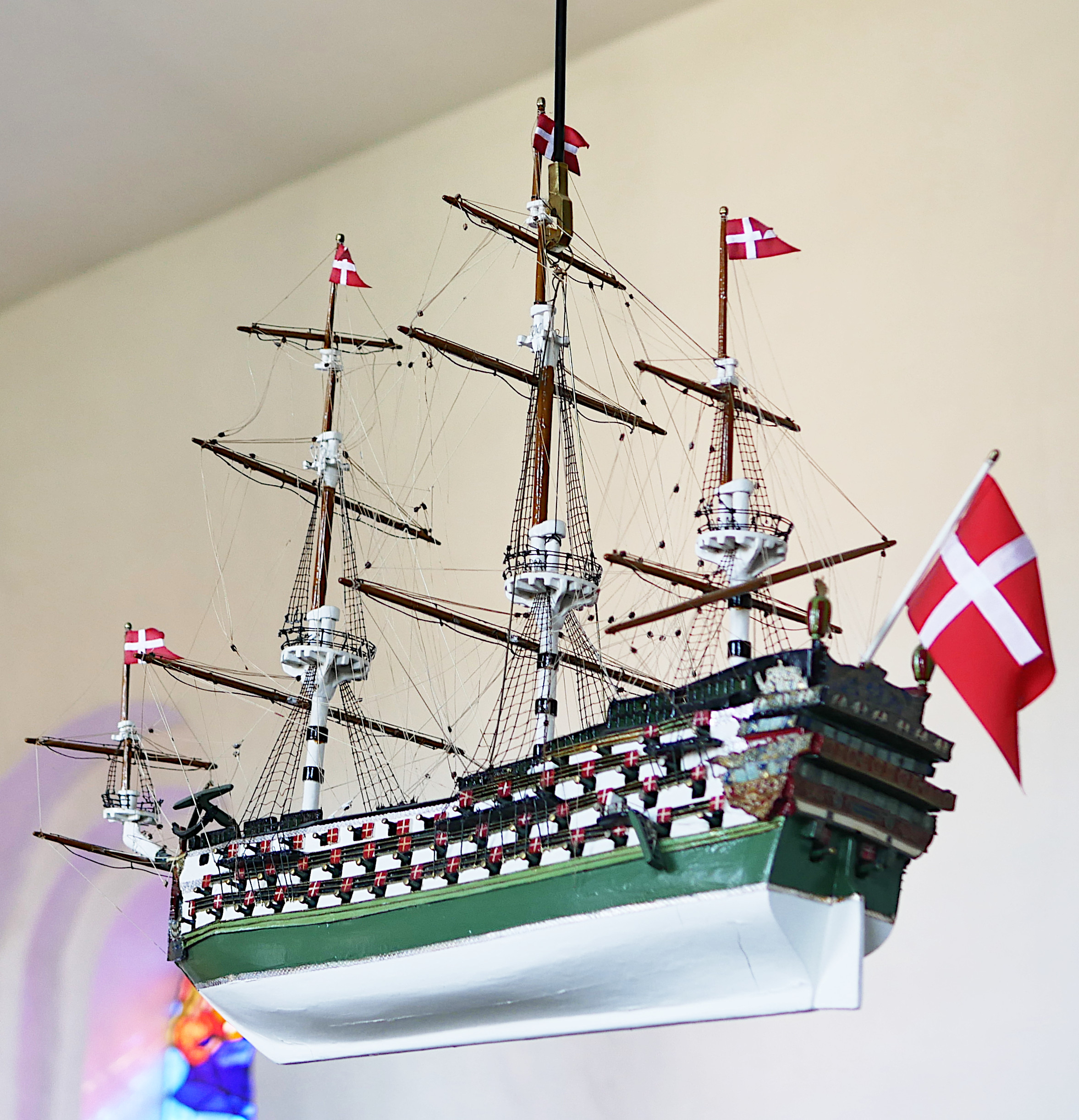
Schiffsmodell
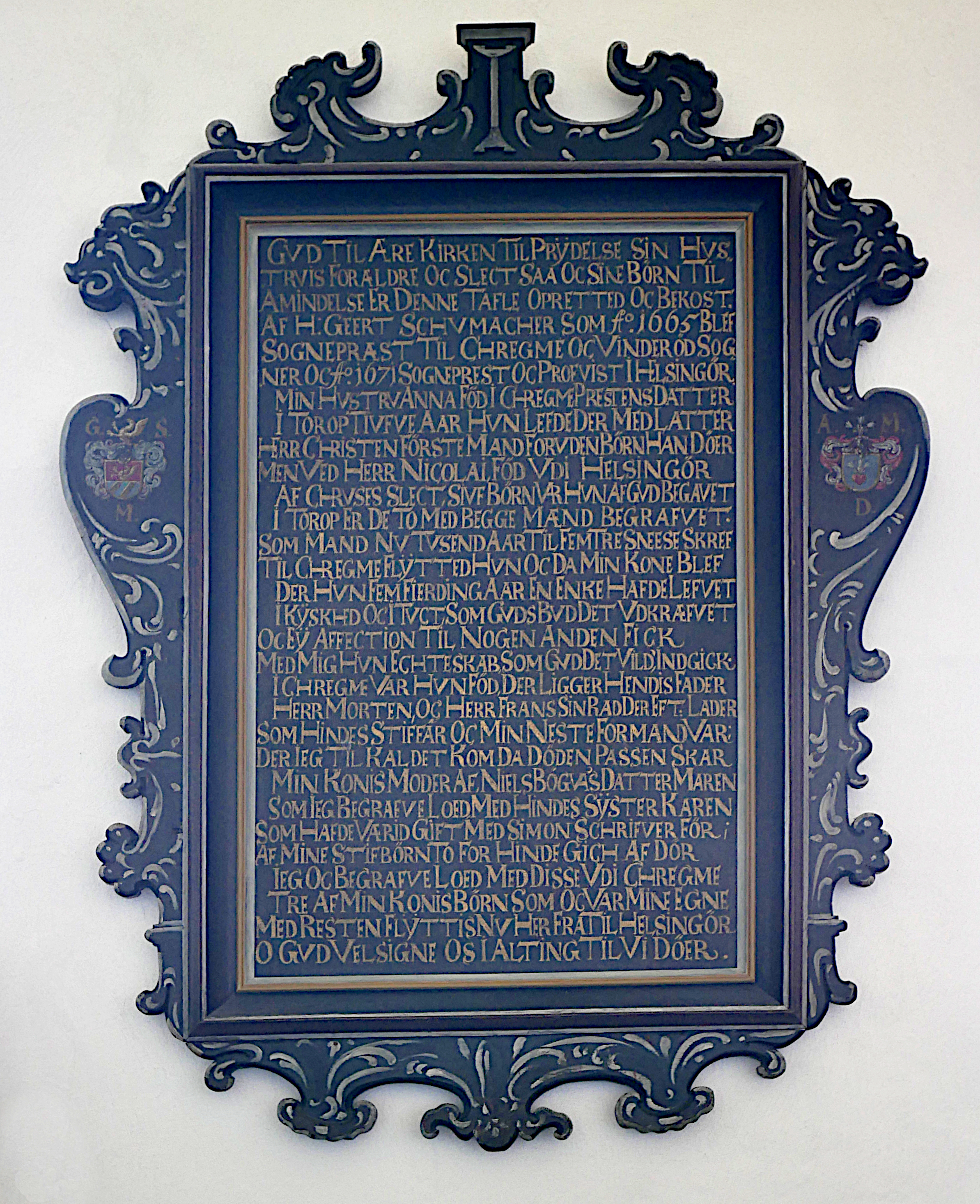
Epitaph für Anna Schumacher
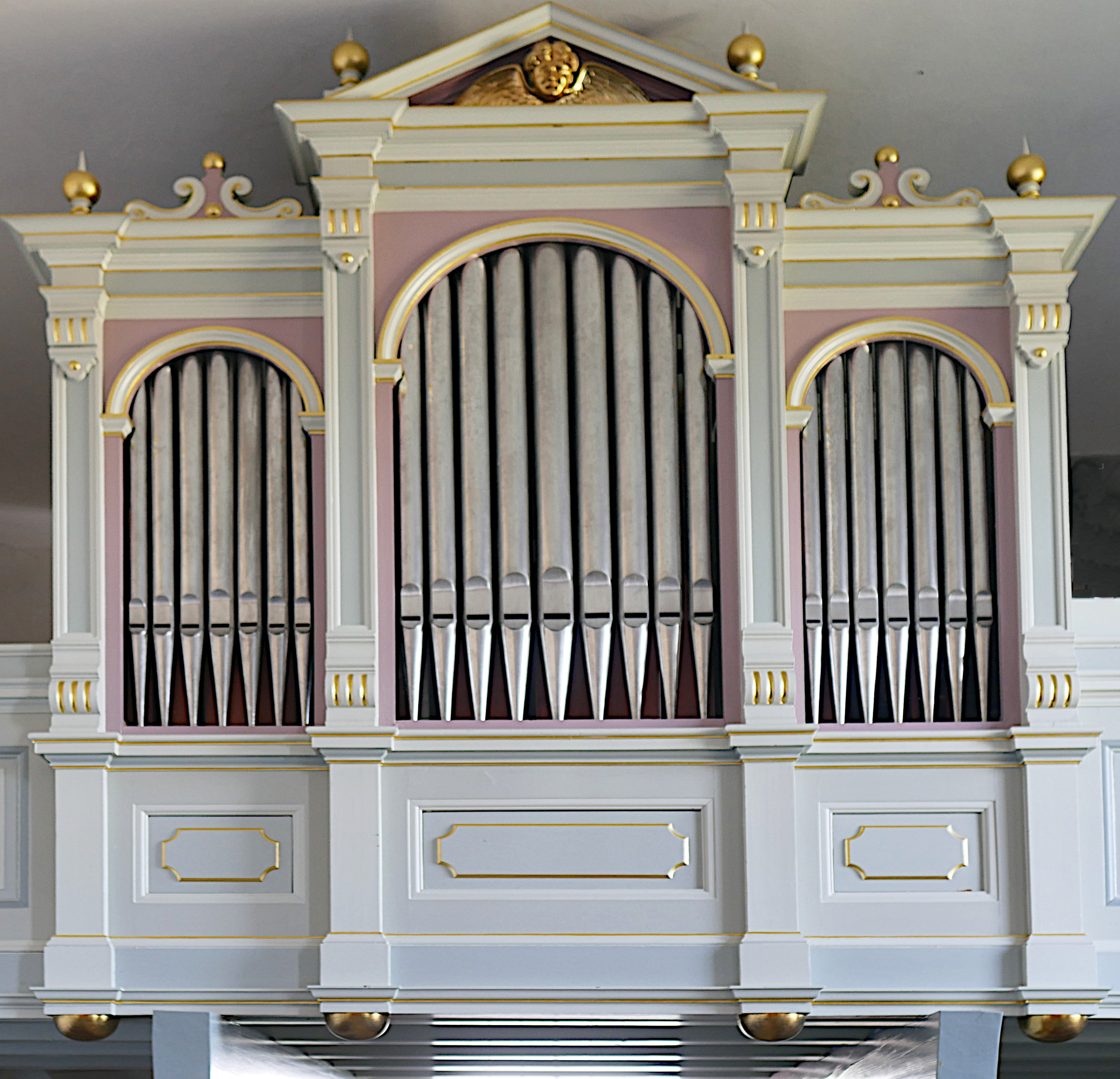
Orgel